# ポニアトフスキーのおうし座

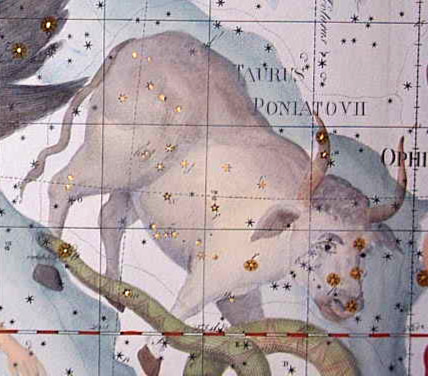
ヨハン・ボーデの星図に描かれた「ポニアトフスキーのおうし座」

ポニャトフスキ家の牛の紋章

ポニアトフスキーのおうし座（ポニアトフスキーのおうしざ、ラテン語: Taurus Poniatovii）は、ビリニュスの王立天文台台長であったポーランドの天文学者のマルチン・ポツォブト＝オドラニツキー神父 (Marcin Poczobutt-Odlanicki) が1777年に設定した星座である。現在この星座は使われておらず、へびつかい座、へび座、わし座の一部となっている。おうし座に対してうし座、またはこうし座と呼ばれたことがある。
「ポニアトフスキー」とは、当時のポーランド（ポーランド・リトアニア共和国）国王スタニスワフ・アウグスト・ポニャトフスキ（スタニスワフ2世アウグスト、在位：1764年 - 1795年）のことである。「おうし」はポニャトフスキ家の紋章であった。なお、スタニスワフ2世アウグストの治世に3度にわたるポーランド分割が行われ、ポーランド・リトアニア共和国最後の国王となった。
星座はおうし座（ヒアデス星団が「牛の顔」を形作る）に倣って設定されている。最も明るい星は、現在のへびつかい座72番星（3.7等級）で、「牛の角」に位置していた。「牛の顔」を形作るのは、へびつかい座67番星（4.0等級）、へびつかい座68番星（4.4等級）、へびつかい座70番星（4.0等級）で、これらを含む明るい5つの星は、散開星団Mel 186（あるいはCr 359）に属する。なお、星座の設定当時は知られていなかったが、バーナード星はこの星座のあった領域に属している。牛の臀部にあった5 - 6等級の星々は、わし座に属する。
周りには、へびつかい座・へび座・たて座・わし座・アンティノウス座があった。